# Geothlypis chiriquensis
La mascarita de Chiriquí (Geothlypis chiriquensis) es una especie de ave paseriforme de la familia Parulidae nativa de Centroamérica. En algunas clasificaciones es tratada como subespecie de la mascarita equinoccial (G. aequinoctialis).

## Descripción
Es ligeramente más pequeña que la mascarita equinoccial. Tiene las partes superiores de color amarillo verdoso y las inferiores de color amarillo brillante con el pico principalmente negro. Los machos adultos tiene una máscara facial negra más grande que la de la reinita enmascarada, extendida hasta la frente y rodeada por una banda gris. La hembra es similar, pero carece de la máscara negra y tiene un color más opaco, una cantidad variable de gris en la cabeza (a menudo prácticamente nada), anillo ocular amarillento y una franja amarillenta que va desde el pico hasta los ojos.

## Distribución
Está muy extendida en las regiones occidentales de Panamá y en el sur de Costa Rica.